# Čerň střídavá
Čerň střídavá (Alternaria alternata) je druh vřeckovýtrusné houby, způsobující skvrny na listech nebo poškození různých orgánů u celé řady druhů rostlin. Náleží mezi významné alergenní houby. Je hojně rozšířena po celém světě.

## Popis
Kolonie této houby pěstované na umělé půdě jsou tmavě olivově černé a mají sametový až jemně vlnatý vzhled. U některých klonů mohou být zpočátku šedobílé. Mycelium je hnědé, tvořené článkovanými hyfami. Vyrůstají z něj jednoduché konidiofory, které se vzhledově neliší od hyf mycelia a nesou jednotlivé nebo zřetězené konidie (nepohlavní spory). Spory jsou kyjovité až hruškovité, tmavě zbarvené, s příčnými i podélnými přehrádkami (se strukturou cihlového zdiva). Jsou obvykle 20 až 40 μm dlouhé a 8 až 12 μm široké.

## Výskyt
Tato houba se nachází zejména na různých druzích rostlin, roste však i na jídle, textilu, půdě, hnijícím dřevu či v ptačích hnízdech. Často je nacházena na černých skvrnách na okenních rámech, způsobených vlhkostí. Také černé skvrny na rajčatech mohou být způsobeny touto houbou. Spory náležejí v Evropě a v Severní Americe mezi nejčastěji nacházené houbové spory v domácím prachu.

## Alergie
Alternaria alternata je jeden z nejvýznamnějších druhů hub způsobujících alergické reakce dýchacího ústrojí. Je rovněž jedním z nejdůležitějších alergenů způsobujících dětské alergie a byla identifikována jako rizikový faktor při vzniku astma. Spory se ve středoevropském klimatu objevují ve vzduchu od května do listopadu, přičemž vrchol jejich výskytu je v pozdním létě a na podzim. Jejich šíření usnadňuje suché a větrné počasí, množství spor ve vzduchu dosahuje v travnatých či obilních oblastech hodnot asi 500 až 1000 spor na metr krychlový vzduchu. Největší obsah je za takového počasí v odpoledních hodinách. Spory jsou nacházeny také v domácím prachu, jejich největším zdrojem je však venkovní vegetace. Vysoké koncentrace spor mohou být v některých průmyslových provozech, např. při mlácení obilí či zpracovávání některých jiných plodin.